# Vischmarkt (Harderwijk)
De Vischmarkt is een van de historische pleinen in de Gelderse stad Harderwijk aan de vroegere Zuiderzee, nu aan de Veluwerandmeren op de plek waar het Veluwemeer overgaat in het Wolderwijd. Aan het einde van de Vischmarkt aan de zeezijde bevindt zich - zoals bij alle pleinen en brinken in het oude Harderwijk - een stadspoort, hier de Vischpoort.

## Vischpoort

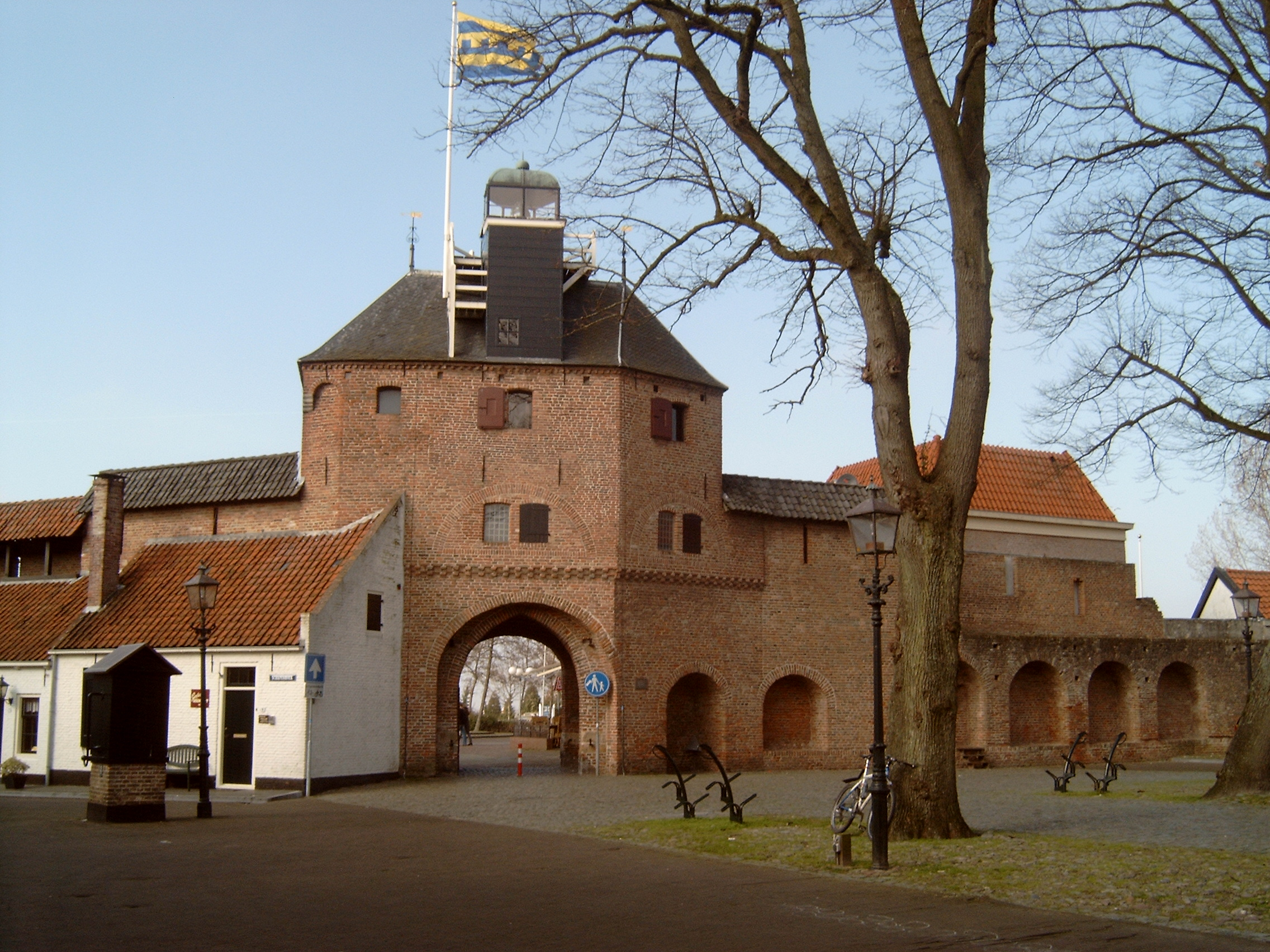
De Vischpoort

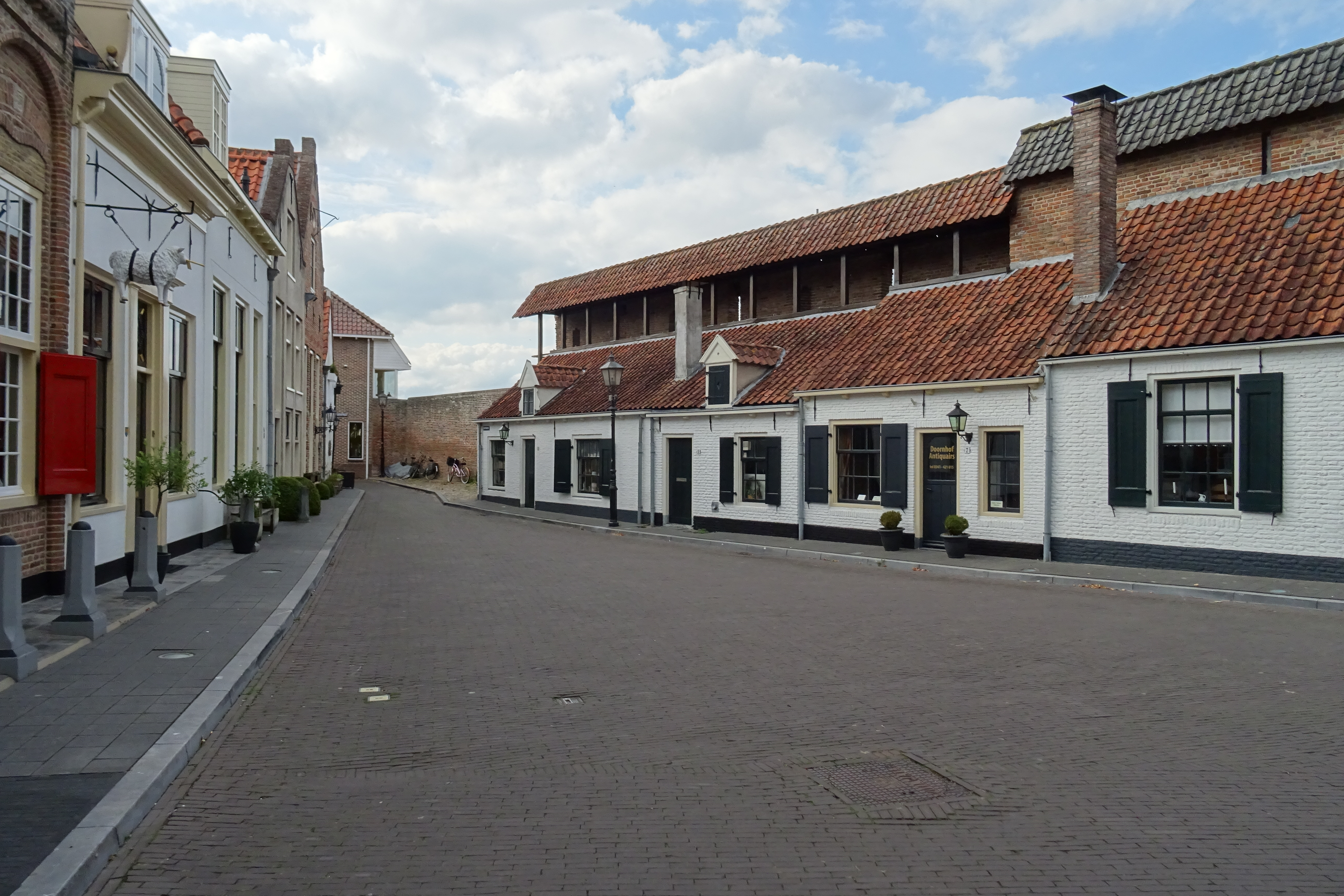
Schapenhoek

De Vischpoort, gebouwd aan het eind van de 14e eeuw, is een van de twee oorspronkelijke poorten aan de zeezijde van Harderwijk (de andere poort bestaat niet meer). In het verleden werd door deze poort de gevangen vis, die door de Hoge Bruggepoort de stad was binnengekomen, na verkoop weer naar de botters gebracht voor het transport naar elders. De poort had ook een beschermende functie, tegen vijanden zowel als tegen het water, en werd bij hoog water gesloten. De huizen aan de Vischmarkt zijn wat hoger gebouwd en/of hebben een vloedkamer, zodat de bewoners toch droge voeten hielden als de poort te laat gesloten werd. Rond de poort is nog een deel van de oude stadsmuur van Harderwijk aanwezig. Boven op de Vischpoort is in de 19e eeuw de Harderwijkse vuurtoren gebouwd. In de tijd van de Zuiderzee tot aan de sluiting van de Afsluitdijk in 1932 had deze een belangrijke functie. In 1947 werd het licht gedoofd. Tegenwoordig wordt het alleen nog ontstoken bij speciale gelegenheden.

## Geschiedenis
Sinds wanneer de Vischmarkt bestaat is niet bekend - evenmin als het moment waarop Harderwijk ontstond. Waarschijnlijk is de Vischmarkt het oudste stukje van de stad. De boerderijen in de buurt moesten een gedeelte van hun oogst aan een vroonhoeve op de Vischmarkt afgeven. Vanaf hier werd het via de Zuiderzee naar Utrecht gebracht. Dit is althans de voornaamste theorie. Nadat Harderwijk in 1231 stadsrechten kreeg en in 1285 lid was geworden van de Hanze waarna de handel opbloeide, kwamen er meer mensen naar de stad. De producten werden verhandeld op de Vischmarkt, die toen nog eenvoudig "markt" heette. De markt was ingericht voor beesten, een gedeelte voor schapen (tegenwoordig schapenhoek) en voor koren. Jarenlang werd dit gedeelte genoemd bij de volksnaam Korenmarkt, Beestenmarkt, Vischmarkt of Schapenmarkt. De officiële benaming Vischmarkt dateert pas uit de 20e eeuw. Ondanks deze naam werd er geen vis verkocht op de Vischmarkt, maar bij de Hoge Bruggepoort. Later verhuisde de markt voor handel naar het centrum van Harderwijk.

## Bebouwing
Aan de Vischmarkt bevinden zich enkele monumentale huizen. Nieuwbouw heeft er niet recent plaatsgevonden. Op de Vischmarkt bestond een groot verschil tussen de huizen van arme en rijke bewoners. Op nummer 55 bevindt zich een huis uit 1757, dat lange tijd heeft gediend als burgemeesterswoning. Meer van dergelijke huizen aan het plein werden bewoond door mensen die iets hadden betekend in de koloniën van Nederland.
Het gebouw Vischmarkt 57 (nu een restaurant) was van oorsprong de Rooms-katholieke Agnietenkapel.
Aan de Vischmarkt stond ooit een militair ziekenhuis, omdat Harderwijk een garnizoensstad was waar soldaten werden opgeleid om te worden uitgezonden naar het voormalige Nederlands-Indië. In de 20e eeuw had de Vischmarkt tot eind jaren 70 een School met de Bijbel.
Enkele jaren geleden is op de Vischmarkt een fontein onthuld. Er zijn vier restaurants, waaronder twee sterrenrestaurants, en enkele winkels.